# Банастри Тарлтон
Сер Банастри Тарлтон, 1. баронет (енгл. Banastre Tarleton, 1st Baronet; Ливерпул, 21. август 1754 — Лајнтвардајн, 15. јануар 1833) је био британски генерал и политичар.
Најпознатији је по својој војној служби током Америчког рата за независност. Тарлтон је доспео у жижу пропагандне кампање која је тврдила да су његови војници погубили заробљене припаднике Континенталне армије у бици код Ваксхоа. Са друге стране, лојалисти и Британци су га ценили као изузетног вођу лаке коњице и био је слављен због свог тактичког јунаштва и одлучности, чак и када је бројчано надјачан. Његова зелена униформа је била стандард Британске легије, јединице организоване у Њујорку у 1778. Тарлтон је касније изабран за члана парламента за Ливерпул и постао је истакнути виговски политичар.